# Lennart Jarnhammar
Lennart Yngve Jarnhammar, född 1 november 1948, är en författare som har skrivit ett antal historiska skrifter och böcker. Många av dessa är med Stockholmstema och på ämnet hotell- och restaurang, men även med andra företagshistoriska ämnen, bland annat Bore Lines, Waxholmsbolaget, Tengboms arkitekter, Strömma kanalbolaget, Telemuseum, Saab, Vattenfall, Birka Energi, Franska skolan, Stockholms Stadsmuseum, Skärgårdsstiftelsen med flera. Jarnhammar bor i Stockholm med sambon Marie Almqvist.   Jarnhammars samling arbetsmaterial och forskning finns idag arkiverat hos Centrum för Näringslivshistoria i Stockholm.

## Biografi
Lennart Jarnhaqmmar var elev på Solbacka läroverk och internatskola och är aktiv medlem i alumniföreningen Solbackapojkarna.
- 1955–1964: Björkhagens skola, Stockholm
- 1964–1966: Norra Latin, Stockholm
- 1966–1969: Solbacka Läroverk, Gnesta
- 1971–1973: Stockholms universitet, Stockholm
- 1973–1975: Beckmans skola, Stockholm[4]